# Piazza del Mercato

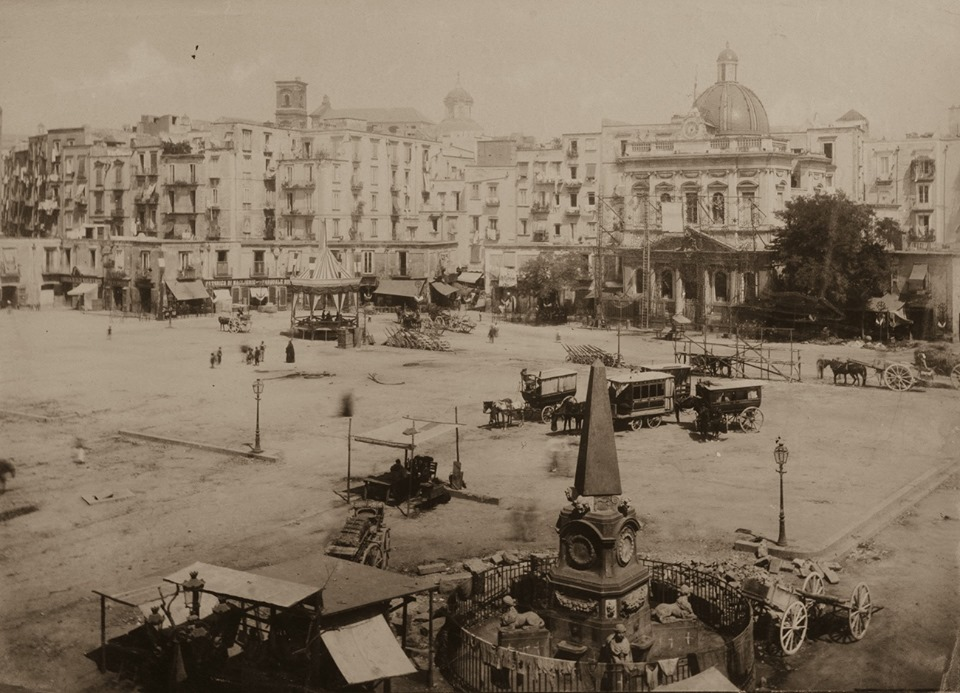
La plaza en una imagen de finales del siglo xix.

La Piazza del Mercato (antiguamente llamada Foro Magno, y conocida habitualmente como Piazza Mercato) es una de las plazas históricas de Nápoles, Italia, situada en el barrio de Pendino, a pocos pasos del barrio de Mercato.
Limita con la Piazza del Carmine y con la contigua basílica de Santa Maria del Carmine Maggiore. En esta plaza se realizan la mayor parte de fiestas organizadas por la basílica. A finales del mes de mayo, se realizan también los fuegos con la procesión del «izamiento de las banderas».

## Historia
Actualmente la Piazza del Mercato es una de las mayores plazas de la ciudad, pero originalmente era solo un espacio abierto irregular situado fuera del perímetro urbano, llamado campo del moricino (o muricino) porque estaba junto a la cinta de murallas de la ciudad.
Los soberanos de la Casa de Anjou hicieron de ella un gran centro del comercio de la ciudad: en 1270, durante el reinado de Carlos I de Anjou, el lugar de realización de los mercados de la ciudad se trasladó de la Piazza di San Lorenzo (la actual Piazza San Gaetano, que los albergaba desde la época grecorromana) a una zona extramuros, el campo del moricino, que a partir de entonces sería llamado mercato di Sant'Eligio y principalmente foro magno, que se convirtió así en un nodo fundamental de los intercambios procedentes de las bases comerciales más importantes de Italia y de Europa y la causa principal del desarrollo urbanístico de la franja costera.
Desde el 29 de octubre de 1268 hasta el 11 de septiembre de 1800 se realizaron allí las ejecuciones capitales: el primer ajusticiado fue Conradino de Suabia, y la última fue Luisa Sanfelice, debido a los sucesos posteriores a la supresión de la República Partenopea de 1799.
Además, la plaza es célebre por haber sido el lugar donde se inició la revolución de Masaniello, el cual nació y vivió en una casa situada a espaldas de la plaza, donde en 1997, en su memoria, se colocó una placa que recita las siguientes palabras:
| En este lugar se encontraba la casa donde nació el 29 de junio de 1620 Tommaso Aniello D'Amalfi y donde vivía cuando fue capitán general del pueblo napolitano. |

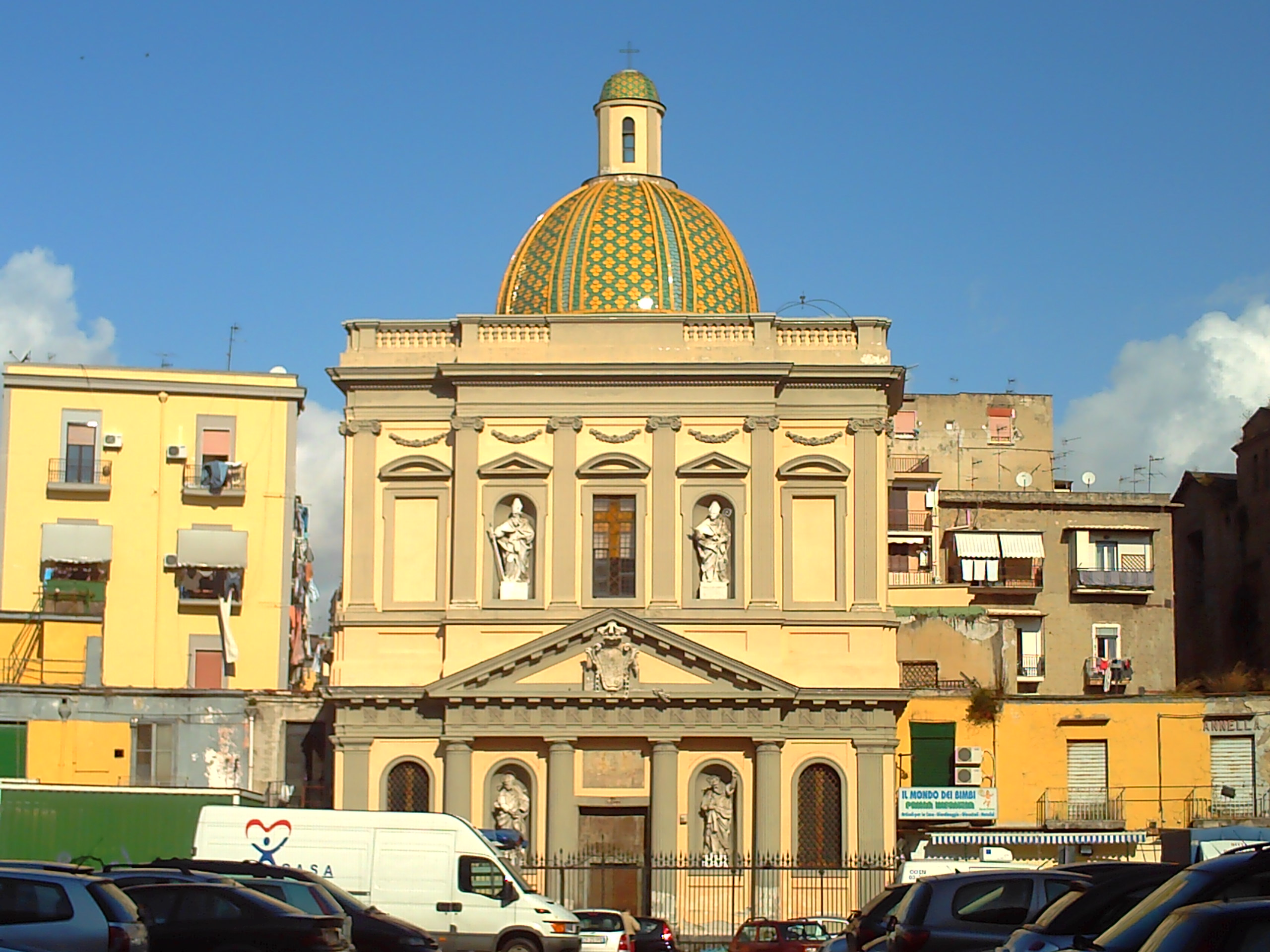
La iglesia de la Santa Croce e Purgatorio al Mercato.

En 1781 las numerosas tiendas de madera que ocupaban la plaza se incendiaron tras un espectáculo pirotécnico. Por voluntad del rey Fernando IV de Borbón se procedió a la construcción de una exedra que tocara el perímetro de la plaza y que proporcionara a las actividades comerciales unas instalaciones más adecuadas. El proyecto fue dirigido por el arquitecto Francesco Sicuro, el cual realizó también la iglesia de Santa Croce e Purgatorio uniendo en un solo edificio la iglesia de Santa Croce y la iglesia del Purgatorio, destruidas en el incendio, y tres fuentes que decoraban la plaza.
Los bombardeos aliados durante la Segunda Guerra Mundial dañaron gravemente la zona del puerto y en particular la plaza y sus alrededores. En 1958, al sur de la plaza, se construyó el llamado Palazzo Ottieri (el más simbólico de los edificios que el constructor Mario Ottieri realizó por toda la ciudad en los años de la especulación inmobiliaria durante la alcaldía de Achille Lauro), que sustituyó a los edificios históricos y a su correspondiente red viaria. Este enorme edificio se presentó inmediatamente como una barrera visual que separaba la Piazza del Mercato de la cercana Piazza del Carmine.
Además, muchos comerciantes de la plaza y de las calles adyacentes decidieron trasladarse fuera de la ciudad, al Centro Ingrosso Sviluppo (CIS) de Nola, inaugurado en 1986, aumentando así la decadencia de la zona, que había empezado en la posguerra. Aislada respecto de las principales calles de la zona, tanto del Corso Umberto I como de la Via Nuova Marina, pese a que el nuevo trazado de esta arteria era más cercano a la plaza, ha sido durante mucho tiempo solo un enorme aparcamiento a cielo abierto, al mismo tiempo que contra sus monumentos se sucedieron actos de vandalismo.

## Monumentos y lugares de interés

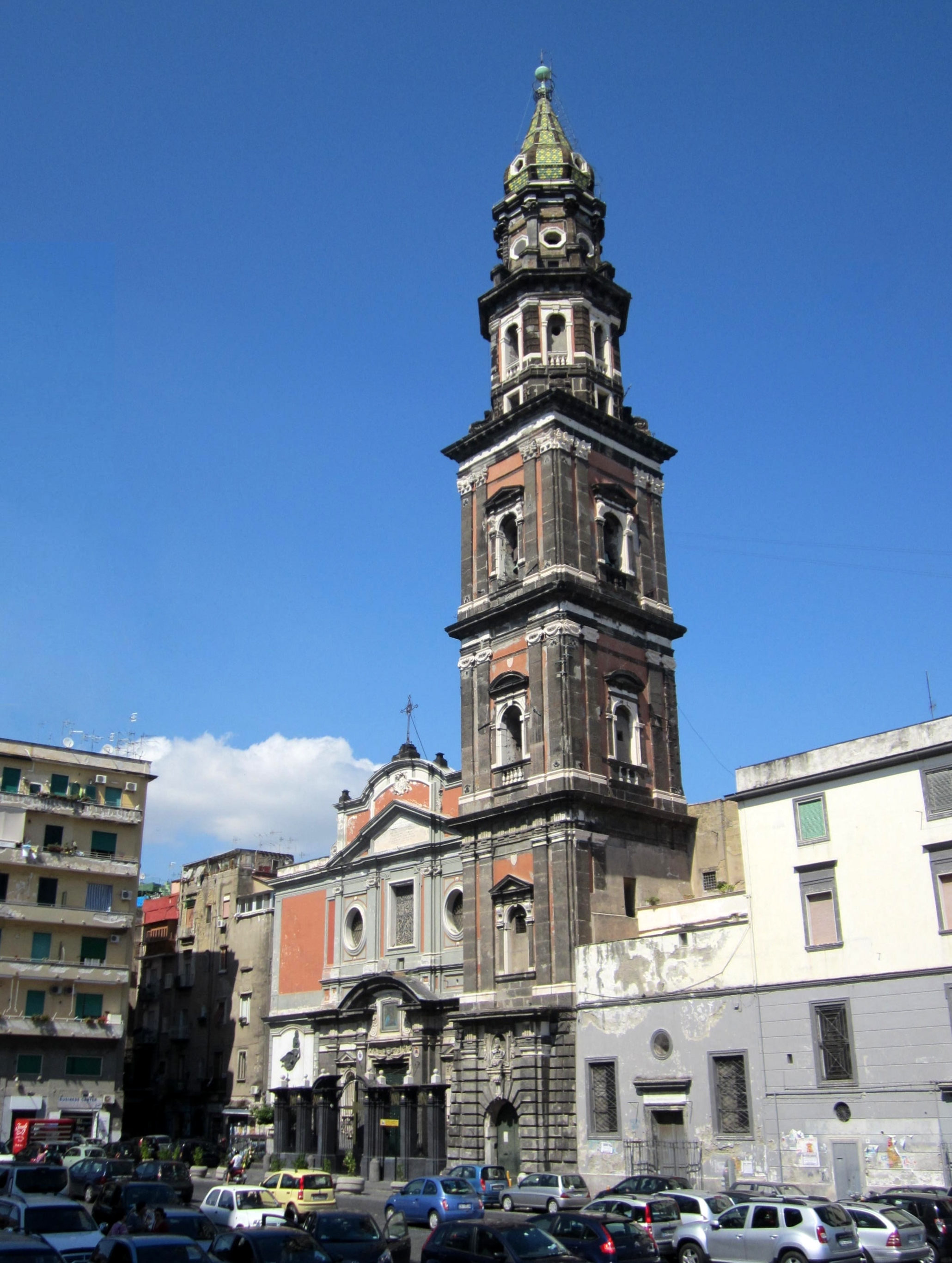
La fachada de la basílica de Santa Maria del Carmine Maggiore.

La plaza está decorada por dos fuentes-obeliscos del siglo xviii, situadas en los lados este y oeste, y además está embellecida por la presencia en el centro de la exedra del siglo xviii de la iglesia de la Santa Croce e Purgatorio al Mercato. Las fuentes y la iglesia, así como la exedra que rodea la plaza, son obra de Francesco Sicuro. Desde la plaza son visibles la iglesia de Sant'Eligio Maggiore y la basílica de Santa Maria del Carmine Maggiore.
En la plaza había otras tres fuentes. Una era la Fuente de los Delfines, desde la cual se cree que Masaniello arengó a la multitud. El monumento fue adquirido en 1812 por el ayuntamiento de Cerreto Sannita, y actualmente se encuentra en la plaza principal de esa localidad.
La segunda fuente fue erigida en 1653 durante el virreinato del conde de Oñate, Iñigo Vélez de Guevara. Proyectada por Cosimo Fanzago, era llamada fontana maggiore y estaba colocada en el lado derecho de la plaza. Fue restaurada por Francesco Sicuro en 1788, pero actualmente no se conserva.
La tercera fuente es la Fuente de los Leones, la tercera fuente que realizó Sicuro en la plaza. Desde los años treinta del siglo xx se encuentra en los jardines del Molosiglio.

## La remodelación
El ayuntamiento dirigido por Rosa Russo Iervolino propuso un intento de remodelación de la plaza, que incluía la demolición del Palazzo Ottieri. Esta demolición pretendía restituir a la plaza su forma original e iniciar un proceso de recuperación de la misma, pero la oposición de algunos residentes del inmueble no ha permitido todavía que se inicien las obras.
En esos mismos años se produjo el cierre al tráfico de la Via Sant'Eligio, al mismo tiempo que se remodeló la calle y se redujo su nivel a la altura de la iglesia de Sant'Eligio Maggiore. Además, en diciembre de 2006 se constituyó el consorcio Antiche Botteghe Tessili con el objetivo de organizar la participación de los operadores económicos en las iniciativas de restauración y puesta en valor de la zona de la Piazza del Mercato de Nápoles.
La reapropiación del territorio por parte de las instituciones y las iniciativas destinadas a la restauración de la zona en los últimos años, con la liberación de la parte central de la plaza de los automóviles, y los esporádicos eventos celebrados en la plaza, han vuelto a alimentar las esperanzas de restaurar el encanto y valor turístico de un lugar que puede considerarse entre los más importantes de la ciudad por su valor histórico y artístico, aunque la degradación social y cultural siga siendo elevada.